# Guttenberg (Kastl)
Guttenberg ist ein in der Oberpfalz gelegener Weiler, der ein Gemeindeteil von Kastl ist.

## Lage
Der Ort befindet sich in der Region Oberpfälzer Jura und liegt in der nach Winkl benannten Gemarkung. Guttenberg ist einer von 39 Ortsteilen des Marktes Kastl. Der Weiler liegt dreieinhalb Kilometer östlich von Kastl und Ursensollen ist vier Kilometer entfernt.

## Verkehr
Die Kreisstraße AS 28 verläuft etwa einen Kilometer südlich des Ortes, von dieser zweigt bei Reusch eine nach Richt führende Gemeindeverbindungsstraße ab. Dort zweigt eine weitere Gemeindeverbindungsstraße ab, die nach einem Kilometer in Guttenberg endet. Vom ÖPNV wird der Ort nicht bedient, die nächstgelegene Haltestelle befindet sich in Reusch und wird von der Buslinie 445 des VGN angefahren.